# Норвежско-хорватские отношения
Норвежско-хорватские отношения — двусторонние дипломатические отношения между Норвегией и Хорватией. Установлены 20 февраля 1992 года. Государства являются членами НАТО, Всемирной торговой организации, Организации экономического сотрудничества и развития, Организации по безопасности и сотрудничеству в Европе, Совета Европы и Организации Объединённых наций.

## История

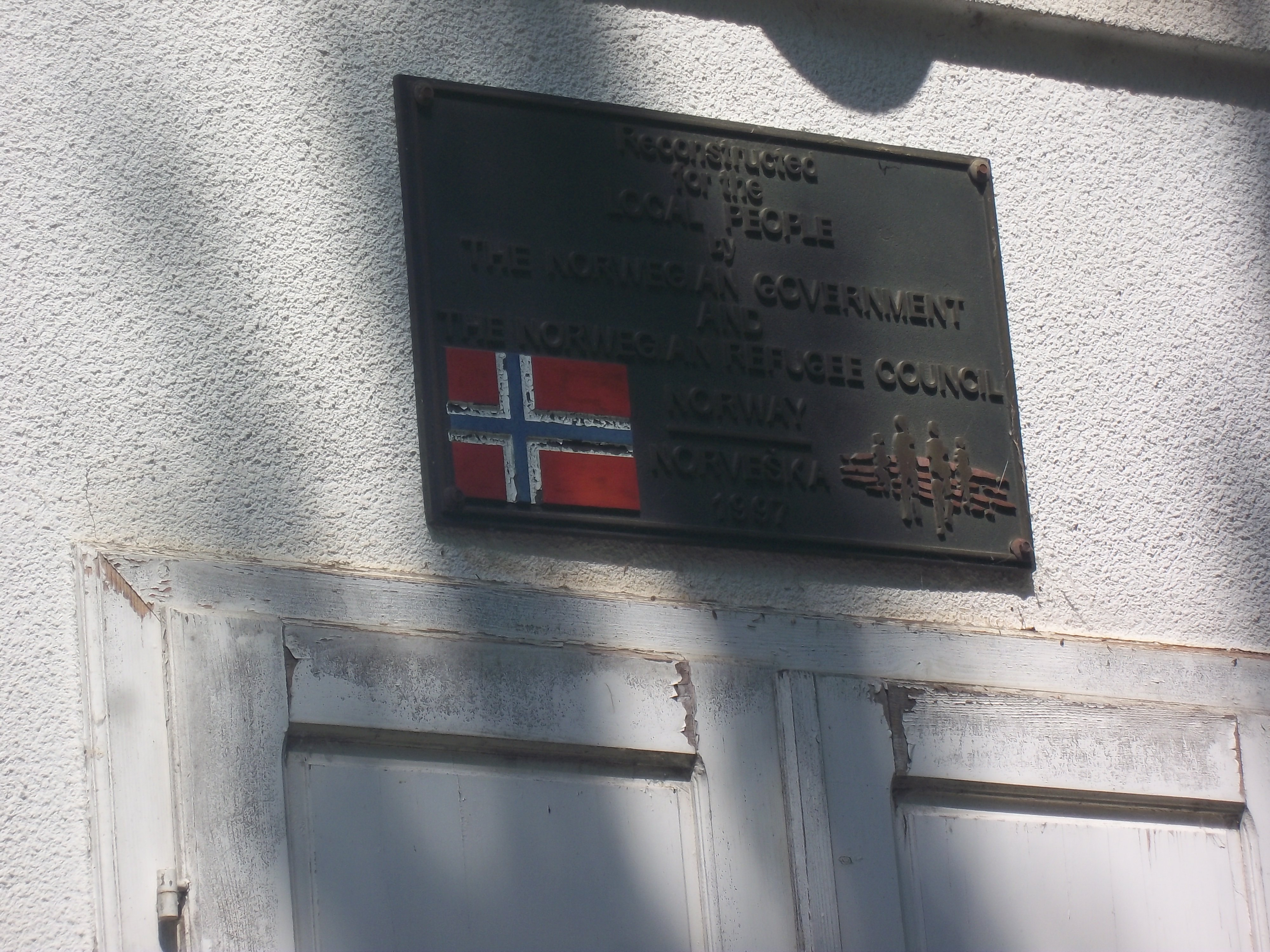
Памятная табличка в честь пожертвования правительства Норвегии и Норвежского совета по делам беженцев в 1997 году в Чаковцах

Норвегия принимала активное участие в международных миротворческих усилиях во время Войны за независимость Хорватии и сразу после неё, особенно в восточном регионе Хорватии Подунавье. Норвежец Торвальд Столтенберг был назначен представителем ООН в Хорватии в мае 1993 года. В 1995 году Столтенберг был представителем ООН во время подписания Эрдутского соглашения, которое привело к созданию администрации ООН для Восточной Славонии, Бараньи и Западного Срема. В 1998 году представитель Норвегии Халвор Харц стал комиссаром Группы поддержки гражданской полиции ООН в восточной части Хорватии. В 1999 году норвежский политик Олав Аксельсен стал докладчиком Совета Европы по вопросам возвращения хорватских беженцев в свои дома в Хорватии. В 2013 году в связи с вопросами укрепления межэтнического согласия в Восточной Славонии представительство Норвегии при ООН в Женеве выразило обеспокоенность по поводу реализации прав меньшинств, особенно в отношении сербов и цыган. В 2014 году Норвегия и Хорватия подписали международное соглашение о финансовой помощи (с незначительным участием Лихтенштейна и Исландии) для создания так называемой интегрированной школы в Вуковаре. Однако проект в итоге провалился из-за отсутствия интереса к набору учащихся в новую школу со стороны двух крупнейших общин города.

## Транспорт
Croatia Airlines выполняет сезонные рейсы из Загреба в Осло (Гардермуэн).
Norwegian Air Shuttle выполняет сезонные рейсы из Осло (Гардермуэн) в Дубровник, Пулу, Сплит и Задар.
Scandinavian Airlines выполняет сезонные рейсы из Осло (Гардермуэн) в Дубровник и Пулу.

## Дипломатические представительства
- Хорватия имеет посольство в Осло.
- Норвегия имеет посольство в Загребе и консульство в Риеке.